# Редвотер (Алберта)
Редвотер (енгл. Redwater) је малена варошица у централном делу канадске провинције Алберта, у оквиру статистичке регије Велики Едмонтон. Налази се на 52 км северно од административног центра провинције Едмонтона. 
Подручје око данашње варошице населили су почетком прошлог века прво украјински, а потом и британски и француски досељеници. Насеље основано 1919. добило је име по истоименој реци која тече у близини, и која се улива у реку Северни Саскачеван. Насеље је крајем 1949. добило статус села, а 1950. и статус варошице. 
Привредну основу насеља у почетку је чинила пољопривреда, а потом експлоатација нафте након 1948. године. 
Према подацима пописа становништва из 2011. у варошици је живело 1.915 становника у 844 домаћинства, што је за чак 13% мање у односу на 2.202 житеља колико је регистровано на попису из 2006. године.

## Становништво
| 2006. | 2011. |
| ----- | ----- |
| 2.192 | 1.915 |